# Drassodes adisensis
Drassodes adisensis är en spindelart som beskrevs av Embrik Strand 1906. Drassodes adisensis ingår i släktet Drassodes och familjen plattbuksspindlar.
Artens utbredningsområde är Etiopien. Inga underarter finns listade i Catalogue of Life.